# 山口正朗
山口 正朗（やまぐち せいろう、1967年1月13日 - ）は、日本の元俳優。本名同じ。

## 来歴・人物
父は俳優の南原宏治、母は女優の上月左知子。
1988年にスーパー戦隊シリーズ『超獣戦隊ライブマン』（テレビ朝日）の矢野鉄也 / ブラックバイソン役に抜擢され俳優デビュー。
その後もテレビドラマに出演するが、現在は引退している。

## 出演

### テレビドラマ
- 超獣戦隊ライブマン（1988年 - 1989年、ANB） - 矢野鉄也 / ブラックバイソン 役
- 月曜・女のサスペンス / 魔性の宿 密会殺人事件（1990年、12ch）
- 忠臣蔵（1990年、TBS）
- 刑事貴族 第30話「357の男」（1991年、NTV）